# 헤비 메탈 패션

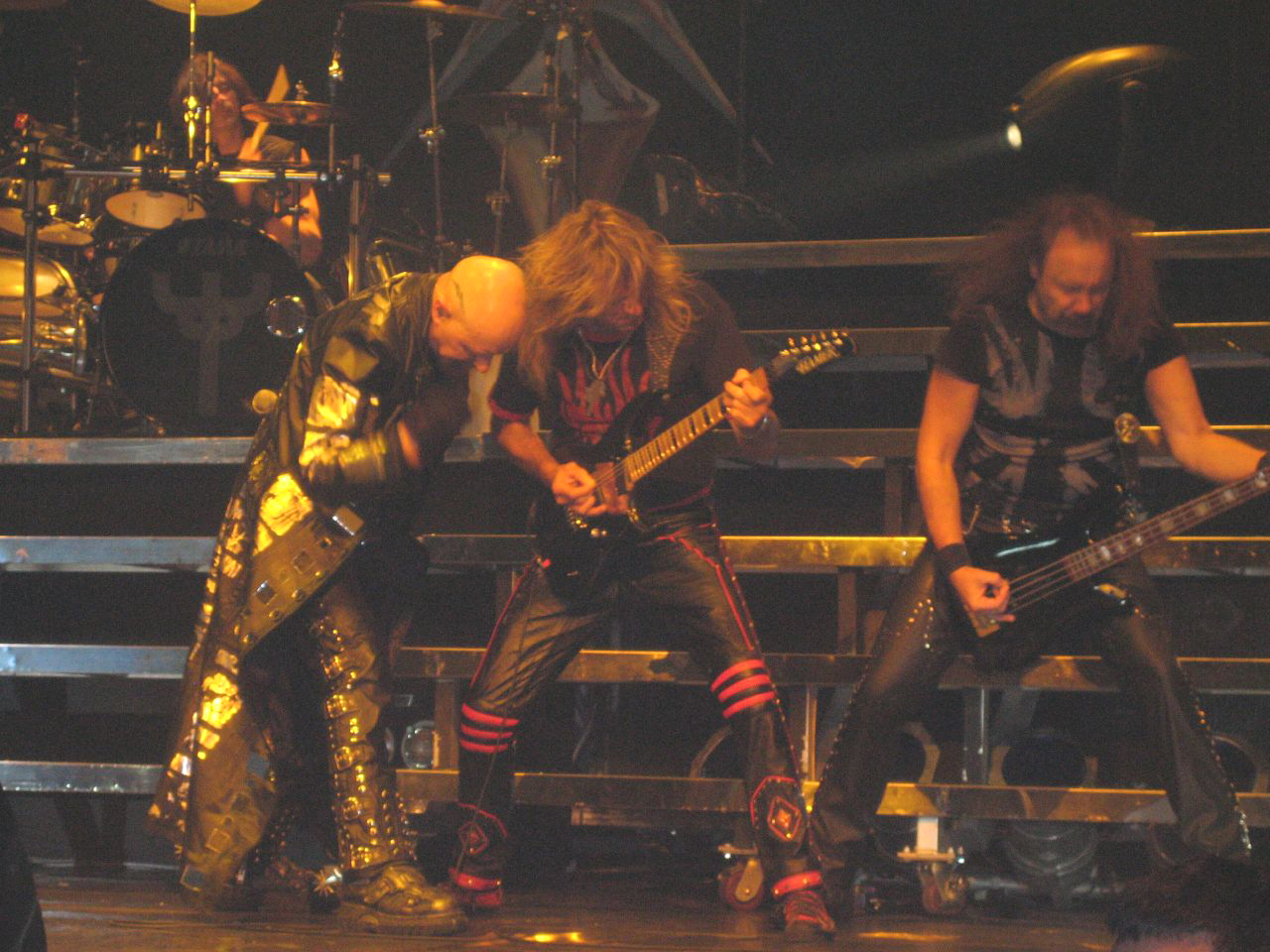

헤비 메탈 패션은 헤비 메탈의 팬들, 일명 메탈 해드들이 즐겨 입는 의상, 화장, 장신구, 문신 등을 일컫는다.

## 기원
헤비 메탈 패션의 스타일은 폭주족, 모터사이클 클럽, 게이 BDSM 가죽 문화로까지 거슬러 올라갈 수 있는데, 주로 검은 가죽 또는 데님 재킷과 하이탑 농구화, 검은색 또는 청색의 청바지나 카무플라주 팬츠, 뱃지 등의 장식이 달린 외투 등으로 이루어진다.
현재의 헤비 메탈 패션은 여러 헤비 메탈 밴드들에 의해 형성되었지만, 절대적으로 강한 영향을 남긴 사람은 주다스 프리스트 밴드의 보컬인 롭 핼포드이다. 핼포드는 1978년 새 앨범《킬링 머신》의 홍보 활동에 맞춰 가죽 의상을 입고 등장하였다. 후일 1998년 인터뷰에서 핼포드가 밝히기를, 게이 BDSM의 가죽 문화에서 영향을 받아 형성화한 의상이였다고 하였다. 또한 롭 핼포드는 모터사이클을 타고 무대에 등장하기도 하였다.
다른 밴드들이 롭 핼포드의 의상을 따라하게 되는 건 시간 문제였다. 아이언 메이든의 보컬 폴 디애노도 가죽 제킷과 징이 달린 가죽 팔찌를 착용하기 시작하였고, 모터헤드는 새로이 형성되던 헤비 메탈 패션에 탄띠를, 색슨은 스판덱스를 도입하였다. 이 패션들은 특히 1980년대 뉴 웨이브 오브 브리티시 헤비 메탈 밴드와 그 팬들 사이에서 군림하며 메탈 장르에 새로운 활기를 불어넣었다.